# Cheramus
Cheramus is een geslacht van kreeftachtigen uit de klasse van de Malacostraca (hogere kreeftachtigen).

## Soorten
- Cheramus cavifrons Komai & Fujiwara, 2012
- Cheramus iranicus Sepahvand, Momtazi & Tudge, 2015
- Cheramus marginatus (Rathbun, 1901)
- Cheramus oblonga (Le Loeuff & Intes, 1974)
- Cheramus ohuranus Komai, Maenosono & Fujita, 2014
- Cheramus orientalis Spence Bate, 1888
- Cheramus praedatrix (de Man, 1905)
- Cheramus profunda (Biffar, 1973)
- Cheramus propinquus (de Man, 1905)
- Cheramus sibogae (de Man, 1905)
- Cheramus spinicauda Komai, Maenosono & Fujita, 2014
- Cheramus spinophthalma (Sakai, 1970)